# 铁南街道 (赤峰市)
铁南街道，是中华人民共和国内蒙古自治区赤峰市红山区下辖的一个乡镇级行政单位。

## 行政区划
铁南街道下辖以下地区：
铁南社区、机务段社区、站西社区、东旱河社区、南山社区、立交桥社区、文联路社区、胜天池社区和赤平路社区。